# Anne Brontë

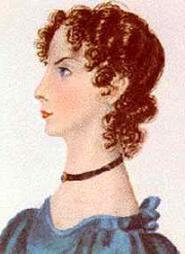
Anne Brontë, gemalt von ihrer Schwester Charlotte

Anne Brontë [ˈbrɒnti] (* 17. Januar 1820 in Thornton (Yorkshire); † 28. Mai 1849 in Scarborough) war eine britische Schriftstellerin. Die jüngere Schwester von Charlotte, Branwell und Emily Brontë veröffentlichte ihre Romane unter dem Pseudonym Acton Bell.

## Leben
Anne war das jüngste der sechs Kinder von Patrick Brontë (1777–1861), einem Geistlichen der anglikanischen Kirche, und seiner Frau Maria (1783–1821). Von ihren Geschwistern starben zwei Mädchen schon im Kindesalter: Mary (1814–1825) und Elizabeth (1815–1825).

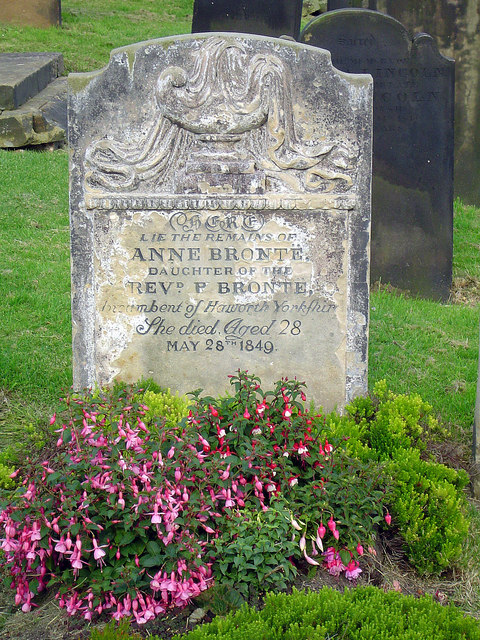
Brontës Grab in Scarborough. Die Inschrift enthält einen Fehler ("She died Aged 28"): Anne Brontë starb im Alter von 29 Jahren.

Sie wurde am 25. Mai 1820 getauft. Nach dem Tod der Mutter am 15. September 1821 kümmerte sich zuerst eine Tante mütterlicherseits, Elizabeth Branwell, um die Kinder. Ab 1832 widmete sich Charlotte Brontë der Erziehung ihrer jüngeren Schwester. Auf Grund ihrer zarten Gesundheit wurde Anne zuhause erzogen und unterrichtet, lediglich vom Oktober 1835 bis zum Dezember 1837 besuchte sie eine Mädchenschule in Roe Head bei Mirfield, wo ihre Schwester Charlotte als Lehrerin tätig war.
Ab dem 8. April 1839 bis zum Ende desselben Jahres war Anne als Gouvernante bei einer Familie Ingham in Blake Hall, Mirfield, tätig. Die Erfahrungen in ihrer ersten Stelle und den dortigen Verhältnissen flossen ebenso in ihren ersten Roman Agnes Grey ein, wie die ihrer zweiten Stelle bei einer Familie Robinson, wo sie vom Mai 1840 bis zum Juni 1845 tätig war. Letztendlich führte ein Verhältnis ihres Bruders Branwell, der ab Januar 1843 als Hauslehrer des Sohnes ebenfalls dort arbeitete, mit der Frau des Hauses zur Beendigung ihres Aufenthaltes.
Bis zu ihrem Tod widmete sie sich dem Schreiben und Zeichnen. 1848 erschien ihr Roman The Tenant of Wildfell Hall. Nach dem Tod ihres Bruders am 24. September 1848 und dem ihrer Schwester Emily am 19. Dezember desselben Jahres verschlechterte sich ihr Gesundheitszustand zusehends. Auch eine Reise nach Scarborough im Mai 1849 konnte die Tuberkulose nicht aufhalten. Am 28. Mai starb Anne Brontë dort und wurde am 30. Mai 1849 auf dem Friedhof von St Mary auf dem Castle Hill beigesetzt.

## Literarisches Wirken
Die Kinder der Familie begannen bereits im Kindesalter, sich literarisch zu betätigen, indem sie die Fantasiewelten Angria und Gondal erschufen und deren Geschichten aufschrieben. Angria war die Schöpfung von Charlotte und Branwell, Gondal von Emily und Anne. Von den Prosastücken über Gondal ist nichts erhalten, wohl aber dreiundzwanzig Gedichte Annes.
Neben den einundzwanzig Gedichten, die sie zu der Sammlung Poems by Currer, Ellis und Acton Bell (Currer war Pseudonym von Charlotte, Ellis das von Emily und Acton ihr eigenes), die 1846 erschien, beisteuerte, schrieb sie zwei Romane: Agnes Grey und The Tenant of Wildfell Hall (deutsch: Die Herrin von Wildfell Hall), die sie auch als Acton Bell veröffentlichte. Agnes Grey erschien im Dezember 1847 gleichzeitig mit dem Roman Wuthering Heights ihrer Schwester Emily. Den zweiten Roman veröffentlichte sie im Juni 1848.
In beiden Romanen verwendet Anne Brontë Motive aus dem eigenen Leben und lässt besonders ihre Vorstellungen von Moral und Religion in ihre Werke einfließen. Wie sie ist die Protagonistin von Agnes Grey eine mittellose Pfarrerstochter, die sich als Gouvernante durchs Leben schlägt, bevor sie spät eine glückliche Ehe eingeht. Züge von Annes Arbeitsplätzen lassen sich im Roman wiederfinden. Der irische Schriftsteller George Moore lobte das Werk überschwänglich als die „vollkommenste Prosaerzählung in englischer Schrift“.
The Tenant of Wildfell Hall (Die Herrin von Wildfell Hall) handelt von einer Frau, die ihren Ehemann, einen zügellosen Alkoholiker, mit dem gemeinsamen Sohn verlässt, um ihn dem Einfluss seines Vaters zu entziehen, und ihren Lebensunterhalt allein verdient. Heute gilt The Tenant of Wildfell Hall als einer der ersten nachhaltig feministischen Romane, ein Umstand, der umso verständlicher wird, wenn man berücksichtigt, dass es bis zur Verabschiedung des „Married Women’s Property Act“ im Jahre 1870 verheirateten Frauen gesetzlich verboten war, Eigentum zu besitzen, die Scheidung einzureichen oder das Sorgerecht für ihre Kinder zu erhalten.

## Werke
- Poems. by Currer, Ellis, and Acton Bell. 1846.
- Agnes Grey. 1847.
  - Agnes Grey. Deutsche Übersetzung. 1851, Grimma und Leipzig. Digitalisat
  - Agnes Grey. Aus dem Englischen übersetzt und mit einem Nachwort von Michaela Meßner. dtv, München 2012, ISBN 978-3-423-14101-7.
  - Agnes Grey. Aus dem Englischen übersetzt von Tobias Rothenbücher. Anaconda, Köln 2012, ISBN 978-3-86647-779-7.
- The Tenant of Wildfell Hall. 1848.
  - Wildfell Hall. Aus dem Englischen von Wilhelm Eduard Drugulin. 1850, Verlags-Comptoir, Grimma und Leipzig.
  - Die Herrin von Wildfell Hall. Aus dem Englischen übersetzt von Sabine Kipp. Zürich: Manesse Verlag 1990, ISBN 3-7175-1782-1
  - Die Herrin von Wildfell Hall. Aus d. Engl. neu übers. von Angelika Beck. Frankfurt a. M.: Insel-Verl. 2008, (Insel-Taschenbuch 3402), ISBN 978-3-458-35102-3.

## Verfilmungen
- 1968 – The Tenant of Wildfell Hall – BBC-Mini-Serie. Regie: Peter Sasdy, mit Janet Munro, Corin Redgrave und Bryan Marshall.
- 1996 – Die Herrin von Wildfell Hall – BBC-Mini-Serie. Regie: Mike Barker, mit Toby Stephens, Tara Fitzgerald und Rupert Graves.[3]